# Real Estelí Fútbol Club (pallacanestro)
Il Real Estelí Baloncesto è la squadra di pallacanestro della società polisportiva Real Estelí con sede a Estelí, Nicaragua. Fondata nel 2018, la squadra milita nel massimo campionato nicaraguense.
Ad Ottobre 2019, il Real Estelí entra a far parte della nuova Basketball Champions League Americas.

## Roster
Aggiornato al 12 marzo 2020.
| Real Estelí 2019-2020 | Real Estelí 2019-2020 |
| Giocatori             | Staff tecnico         |
| --------------------- | --------------------- |

| N. | Naz.                                           | Ruolo | Nome             | Anno | Alt.   | Peso   |  |
| -- | ---------------------------------------------- | ----- | ---------------- | ---- | ------ | ------ |  |
| 0  | Porto Rico (bandiera)                          | P     | Jezreel De Jesús | 1991 | 186 cm |        |  |
| 1  | Nicaragua (bandiera)                           | P     | Sharlon Hodgson  | 1994 | 180 cm |        |  |
| 3  | Stati Uniti (bandiera)                         | A     | A.J. Davis       | 1995 | 206 cm | 98 kg  |  |
| 4  | Nicaragua (bandiera)                           | AP    | Dalton Cacho     | 1993 | 198 cm |        |  |
| 5  | Rep. Dominicana (bandiera)                     | G     | Víctor Liz       | 1986 | 188 cm | 81 kg  |  |
| 9  | Nicaragua (bandiera)                           | C     | Ramon Makensy    | 1980 | 193 cm |        |  |
| 15 | Nicaragua (bandiera)                           | G     | Daniel Tenorio   | 1990 | 177 cm |        |  |
| 17 | Nigeria (bandiera)                             | C     | Jeleel Akindele  | 1983 | 216 cm | 109 kg |  |
| 23 | Nicaragua (bandiera)                           | C     | Bartel Lopez     | 1989 | 213 cm | 93 kg  |  |
| 24 | Nicaragua (bandiera)                           | AP    | Jared Ruiz       | 1992 | 189 cm | 88 kg  |  |
| 33 | Porto Rico (bandiera) · Stati Uniti (bandiera) | AG    | Chris Gastón     | 1989 | 201 cm | 108 kg |  |
| 35 | Nicaragua (bandiera)                           | A     | Jensen Campbell  | 1998 | 198 cm |        |  |

| Allenatore                                                                                     |
| - David Rosario                                                                                |
| Assistente/i                                                                                   |
| - Ariel Enoc Larios - Noel Makence Legenda - (C) Capitano - (IN) Inattivo - Infortunato Roster |

## Statistiche

### Competizioni intercontinentali
Campioni       Finalista       Terzo posto       Quarto posto  
| Anno      | Competizione | Risultato        | V  | S | %     |
| --------- | ------------ | ---------------- | -- | - | ----- |
| 2019-2020 | BCL Americas | Quarti di finale | 5  | 2 | 0.714 |
| 2020-2021 | BCL Americas | Finalista        | 6  | 3 | 0.667 |
| Totale    | 0 titoli     | –                | 11 | 5 | 0.688 |